# ثعلبة بن سلامة العاملی
ثعلبه بن سلامه العاملی (انگلیسی: Thalaba ibn Salama al-Amili) نوزدهمین والی اموی اندلس (۷۴۲-۷۴۳) بوده است.
وی از فرماندهان بنی‌امیه با اصالتی یمنی بوده پس از ۹ ماه از حکومت برکنار و ابوالخطار الکلبی جایگزین وی شد.